# 川邉忠義
川邉 忠義（かわべ ただよし、1968年4月30日 - ）は、秋田県秋田市出身の元プロ野球選手（投手）。右投右打。
1994年までの登録名は川辺 忠義（読み同じ）。
NPBにおける、史上初の人的補償選手。

## 来歴・人物
小学4年の時に野球を始める。
秋田工業高時代は、3年次の1986年に夏の選手権に出場。3回戦の佐伯鶴城高戦で完投したが0-2で敗れた。高校の同級生に元ラグビー日本代表の吉田義人がいる。
高校卒業後、東北福祉大学からの熱心な勧誘もあったが、1987年に社会人野球の川崎製鉄千葉へ入社。1989年に全日本メンバーに選出、日本対キューバ野球選手権、IBAFインターコンチネンタルカップ、アジア野球選手権大会に出場した。また、同年は都市対抗野球でも登板した。
1989年のプロ野球ドラフト会議で読売ジャイアンツから2位指名を受けて入団。人の名前を覚える気がない長嶋茂雄監督から「ワタナベくん」「ワタベくん」「オカベくん」とブルペンで呼ばれ続けた。巨人時代は二軍でこそ主力投手であったが、一軍登板の機会が得られず長嶋監督時代にはサイドスローにも挑戦したが一軍登板は叶わなかった。
1995年オフ、日本ハムファイターズの河野博文がFA権を行使して巨人と契約。その人的補償として川邉が選ばれ、巨人では一軍出場が果たせないまま日本ハムへ移籍することになった。1993年に導入されたFA制度で、人的補償による移籍第1号である。1989年のドラフト会議で巨人が指名した6選手は、全て後に日本ハムか近鉄へ移籍している。
移籍1年目の1996年は二軍スタートであったが、好投を続け、5月12日には西崎幸広の代役で一軍初登板初先発。5月19日のロッテ戦で再び登板し、一軍プロ初勝利を果たした。先発で結果を残したが、その後は主に中継ぎのロングイニング要員として活躍するも、翌1997年は右肘の遊離軟骨の痛みに苦しんだ。7月に手術を受けたこともあり、再び一軍登板なしに終わった。球団費用での手術だったこともあり、来シーズンもプレイができると思っていた矢先に球団から戦力外通告を受ける。にわかには受け入れがたく、また、手術の経緯もあり、球団に抗議をすると、来春キャンプでのテストを提案された。しかし、球団への不信感が募っていたため、最終的に自由契約を選択した。
日本ハム退団直後は他球団への移籍も模索したが、まだ本格的に投球できる状態ではなかったため、入団テストまでこぎつけられなかった。そのような状況下で、社会人時代からの恩人から声がけを受け、川崎製鉄の子会社にサラリーマンとして再入社した。

## 詳細情報

### 年度別投手成績
| 年 度     | 球 団     | 登 板 | 先 発 | 完 投 | 完 封 | 無 四 球 | 勝 利 | 敗 戦 | セ 丨 ブ | ホ 丨 ル ド | 勝 率 | 打 者 | 投 球 回 | 被 安 打 | 被 本 塁 打 | 与 四 球 | 敬 遠 | 与 死 球 | 奪 三 振 | 暴 投 | ボ 丨 ク | 失 点 | 自 責 点 | 防 御 率 | W H I P |
| --------- | --------- | ----- | ----- | ----- | ----- | -------- | ----- | ----- | -------- | ----------- | ----- | ----- | -------- | -------- | ----------- | -------- | ----- | -------- | -------- | ----- | -------- | ----- | -------- | -------- | ------- |
| 1996      | 日本ハム  | 17    | 2     | 0     | 0     | 0        | 1     | 3     | 0        | --          | .250  | 190   | 42.1     | 52       | 5           | 14       | 0     | 2        | 29       | 1     | 0        | 23    | 23       | 4.89     | 1.56    |
| 通算：1年 | 通算：1年 | 17    | 2     | 0     | 0     | 0        | 1     | 3     | 0        | --          | .250  | 190   | 42.1     | 52       | 5           | 14       | 0     | 2        | 29       | 1     | 0        | 23    | 23       | 4.89     | 1.56    |

### 記録
- 初登板・初先発登板：1996年5月12日、対近鉄バファローズ10回戦（東京ドーム）、6回2失点で敗戦投手
- 初奪三振：同上、1回表にタフィ・ローズから
- 初勝利・初先発勝利：1996年5月19日、対千葉ロッテマリーンズ9回戦（千葉マリンスタジアム）、5回2/3を2失点

### 背番号
- 20 （1990年 - 1994年）
- 59 （1995年）
- 46 （1996年 - 1997年）

### 登録名
- 川辺 忠義 （かわべ ただよし、1990年 - 1994年）
- 川邉 忠義 （かわべ ただよし、1995年 - 1997年）